# Вестини
Вести́ни (лат. Vestini) — латинський екзонім для племені, що проживало в центральній Італії в долині Атерно (нині територія Абруццо), а також в прибережних землях між гирлом р. Пескара та Тронто.
Після війни з Римською республікою в 326 до н. е. вестіни отримали статус союзників Риму та зберігали їм вірність аж до союзницьких воєн в Італії 90-88 до н. е.. Контингент вестинів брав участь на боці римлян в битві при Підне 168 до н. е.
Вестини карбували бронзову монету з написом VES.
Відомі численними доісторичними укріпленими поселеннями на пагорбах (Монте-ді-Черро, Монте-Боріа, Кроче-ді-Піченце, Колле-Сепар, Серра-ді-Навеллі та ін.), а також багатими некрополями з могилами у вигляді кам'яних кіл (Баццано, Фосса). У римську епоху їх основними містами були Авея, Пелтуінум і Пінна.